# Asagena phalerata
Asagena phalerata là một loài nhện trong họ Theridiidae.
Loài này thuộc chi Asagena. Asagena phalerata được miêu tả năm 1801 bởi Panzer.